# Christina Elisabeth Carowsky
Christina Elisabeth Carowsky, född 5 mars 1745 i Göteborg, död 1797, svensk konstnär. 
Dotter till Maria Carowsky och Michael Carowsky. Carowsky var välkänd som porträttmålare i Göteborg, där hon var verksam. Gift 1787 med rektorn vid Göteborgs trivialskola Engelbert Jörlin.  